# Albert Vierling (Richter)

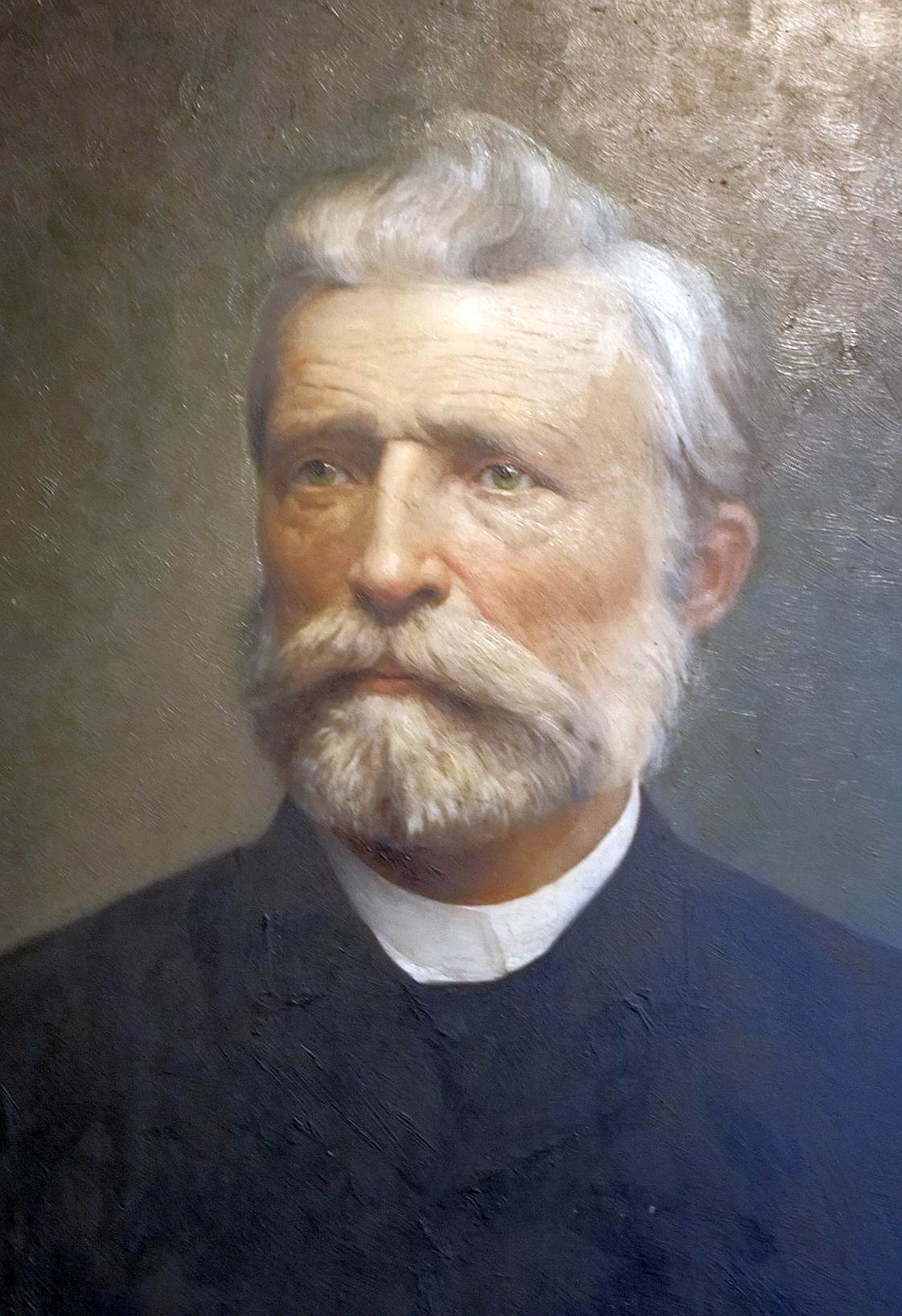
Albert Vierling

Albert Vierling (* 5. April 1836 in Weiden in der Oberpfalz; † 3. Mai 1920) war ein deutscher Richter und Heimatforscher.

## Leben
Albert Vierling wurde als dritter Sohn Kind des Weidener Apothekers, Bürgermeisters und bayerischen Landtagsabgeordneten Jakob Vierling (1806–1874) geboren. Seine Mutter Antonie geb. Gareis war ein Schwägerin des Staatsministers Gustav von Schlör.
Nach dem Studium der Rechtswissenschaft wurde er Richter. Zuletzt war er bis 1904 Oberstlandesgerichtsrat am Bayerischen Obersten Landesgericht. Neben juristischer Fachliteratur veröffentlichte er Beiträge zur Geschichte der Oberpfalz.
Der Maler und Bildhauer Wilhelm Vierling (1885–1974) war sein Neffe.

## Bedeutung
Als begeisterter Heimatforscher errichtete er 1896 zusammen mit seiner Frau die Albert und Katharina Vierling’sche Stiftung zur Errichtung einer Sammlung von Mustern und Modellen für Gewerbe und Handwerk in der Stadt Weiden, aus der das heutige Stadtmuseum Weiden entstand.

## Werke
- Das Einführungsgesetz vom 29. April 1869 zur neuen Civilprozeßordnung. C. H. Beck, Nördlingen 1870 (Digitalisat).
- Die Prozeßordnung in bürgerlichen Rechtsstreitigkeiten für das Königreich Bayern. C. H. Beck, Nördlingen 1870 (Digitalisat).
- Zusammenstellung der noch geltenden Bestimmungen der bayerischen Gerichtsordnung von 1753. C. H. Beck, Nördlingen 1875 (urn:nbn:de:bvb:12-bsb11313559-3).
- Die fragmentarischen civilrechtlichen Gesetze des Königreichs Bayern diess. d. Rheins. C. H. Beck, Nördlingen 1876 (urn:nbn:de:bvb:12-bsb11331638-7).
- Erinnerungen aus der Oberpfalz. Taubald, Weiden 1878 (urn:nbn:de:bvb:355-ubr03403-8). Neuauflage (= Oberpfälzer Raritäten. Band 3). Taubald, Weiden 1988, ISBN 3-924783-05-5.
- Erinnerung an den alten Friedhof und die Gottesackerkirche in Weiden. Mayr, Weiden 1895.
- Unvertilgbarer Volksglaube und Aberglaube nach dem ältesten bayerischen Volksrecht. 1905.
- Andenken an zwei verdiente Kriegsmänner in der Stadt Weiden, Oberst von Fritsch und Feldmarschalleutnant Fellner von Feldegg. Mayr, Weiden 1907.